# Johannes Grynaeus

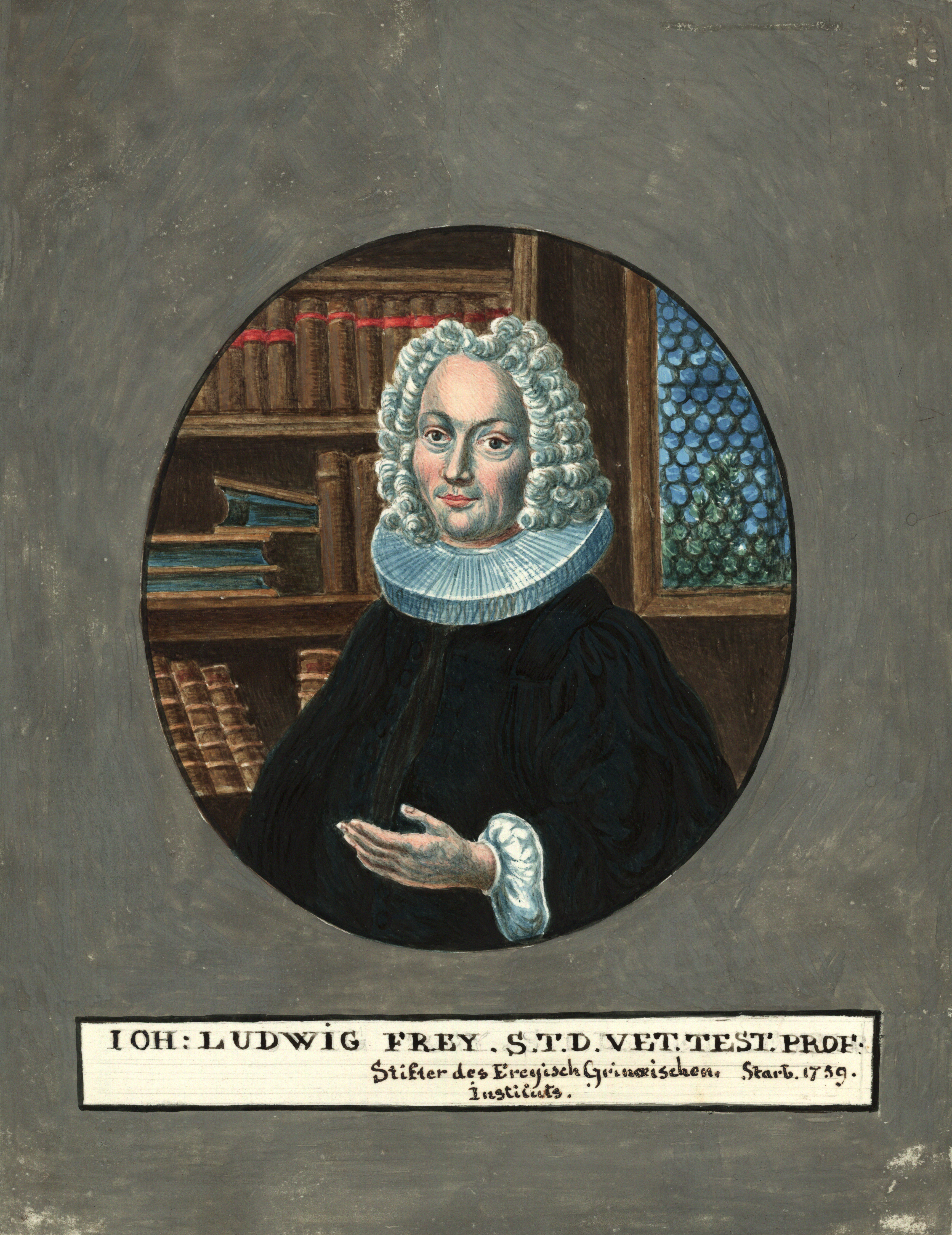
Aquarell von Peter Toussaint (1838), Kopie nach einem Gemälde im Frey-Grynäischen Institut; in der Legende zum Aquarell falsch als Johann Ludwig Frey identifiziert

Johannes Grynaeus oder Gryner (* 8. Juni 1705 in Läufelfingen; † 11. April 1744 in Basel) war ein Basler Gelehrter der Theologie und Jurisprudenz. Zur Erinnerung an ihn errichtete sein Kollege Johann Ludwig Frey im Jahre 1747 das Frey-Grynaeische Institut in Basel, dessen Zweck die «Beförderung der Ehre Gottes und die Aufnahme des Theologiestudiums» war. Unter anderem wurde eine Bibliothek errichtet, die heute «zu den bedeutendsten noch erhaltenen Büchersammlungen des 18. Jahrhunderts» gehört.

## Leben

### Herkunft
Johannes Grynaeus wurde im Jahre 1705 als jüngster Sohn von Samuel Grynaeus, reformierter Pfarrer in Läufelfingen und Kirchendekan des Waldenburger und Homburger Kapitels, und von Anna Katharina Fäsch in Läufelfingen geboren. Die Familie Grynaeus war eine angesehene Basler Theologenfamilie, die Familie Fäsch war bekannt für ihren Dienst am Basler Gemeinwesen. Grynaeus’ Vater verstarb im Jahre 1706, worauf die Mutter mit der Familie zurück nach Basel zog.

### Ausbildung und Lehrtätigkeit

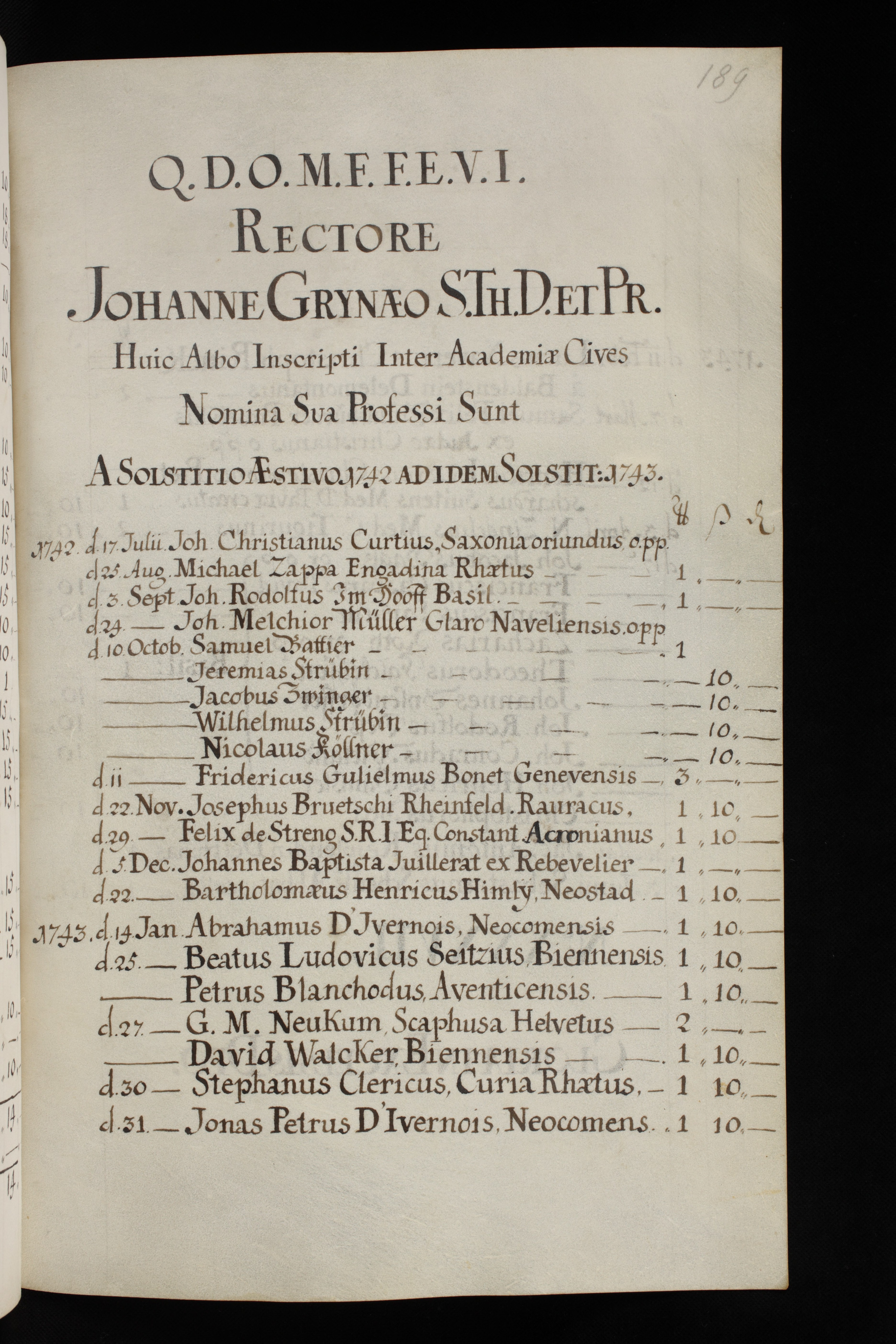
Rektoratsmatrikel der Universität Basel, Rektorat von Johannes Grynaeus 1742/1743

Laut der Mutter hatte ihr Sohn Johannes einen aufmerksamen Geist und ein gutes Gedächtnis, so dass er jung gefördert wurde und am Ende des Schuljahres 1716/17 die Abschlussprüfung am Gymnasium ablegen konnte. Im März 1717 immatrikulierte sich Grynaeus an der Universität Basel. Zum Magister promovierte er im Jahr 1720 und nahm danach das Studium der Jurisprudenz auf, das er nach vier Jahren erfolgreich abschloss. Im Laufe seines juristischen Studiums beschäftigte er sich mit der jüdischen Gesetzgebung, was ihn dazu veranlasste, mehr über die jüdische Religion zu erfahren und Hebräisch und Arabisch zu lernen. Im Jahr 1732 starb die Mutter und Grynaeus zog zu seinem Kollegen Johann Ludwig Frey.
Er immatrikulierte sich im Jahr 1731 in die theologische Matrikel und nahm das Theologiestudium auf. Während der nächsten Jahre beschäftigte er sich intensiv mit den Schriften zeitgenössischer Theologen wie Samuel Werenfels, Jakob Christoph Iselin und vor allem Johann Ludwig Frey. Ab dem Jahr 1736 begannen Grynaeus’ vielfältige Lehrtätigkeiten an der Universität Basel, zuerst als Stellvertreter auf dem Hebräisch-Lehrstuhl. Nach seiner Promotion übernahm er Anfang 1738 die Professur für Loci communes et controversiae theologicae und wurde zwei Jahre später Nachfolger von Samuel Werenfels auf dem Lehrstuhl für das Neue Testament. Er war ein Vertreter der «vernünftigen Orthodoxie», einer Theologie zwischen Pietismus und Aufklärung, die vor allem den lebendigen Glauben betont und nach Gemeinsamkeiten der protestantischen Kirchen sucht. Zweimal war er Dekan der theologischen Fakultät und im Mai 1742 wurde er für das kommende Studienjahr zum Rektor der Universität Basel gewählt.

### Krankheit und Tod

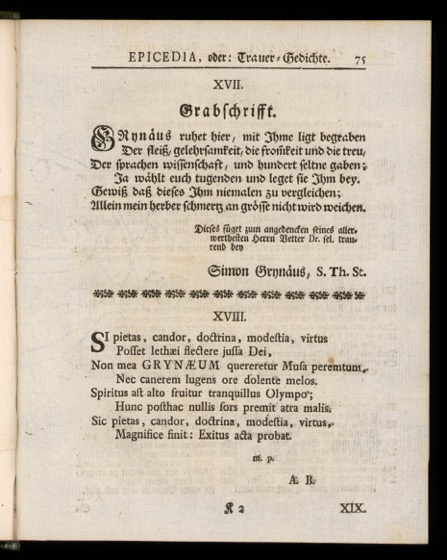
Grabschrift für Johannes Grynaeus, aus der für ihn von Emanuel Ryhiner gehaltenen Leichenpredigt

Grynaeus war seit Kindesalter «von schwächlicher Konstitution» und konnte deshalb nie eine Auslandsreise machen. Er führte jedoch einen regen Briefwechsel mit bekannten Schweizer Theologen und war auch mit vielen ausländischen Gelehrten in Kontakt. Im März 1744 erklärte er Johann Ludwig Frey, dass er sein Ende nahe fühle, und bald darauf erlitt er einen Blutsturz. Am 11. April 1744 starb er 39-jährig und am 14. April fand die Trauerfeier in der Leonhardskirche Basel statt. Bestattet wurde er im Grab, das für Johann Ludwig Frey bestimmt war. Samuel Grynaeus liess für seinen Bruder ein Epitaph anfertigen, das noch heute in der Katharinenkapelle der Leonhardskirche hängt. Der Text dieser Grabschrift befindet sich auch am Ende der Leichenpredigt.
Grynaeus setzte am 29. Februar 1744 sein Testament auf, in dem er Johann Ludwig Frey seinen gesamten Hausrat vermachte. Zudem überliess er Frey seine ganze Bibliothek und die Hälfte seines Hauses und erliess ihm die Schulden von 5000 Pfund; von den Zinsen dieses Geldes wurde nach der Gründung des «Frey-Grynaeischen Instituts» dessen Verwaltung durch einen Theologen bezahlt.

## Schriften
- Johannis Grynaei, S. Theol. Doct. et Prof. leipsana, sive opuscula nonnulla theologico-miscellanea: praefigitur auctoris biographia. Joh. Rod. Im-Hoff, Basel 1746.
- Nachlass von Johannes Grynaeus (handschriftliche Briefe, Abhandlungen und Reden): Universitätsbibliothek Basel, Frey-Gryn Mscr VI 17 und 18.
- Briefe von Johannes Grynaeus an Johann Ludwig Frey: Universitätsbibliothek Basel, Frey-Gryn Mscr III 18, Nr. 29, 265-288 und 291-293.